# Glanegg
Glanegg est une commune autrichienne du district de Feldkirchen en Carinthie.